# Crvena Sonja
 Ovo je glavno značenje pojma Crvena Sonja. Za istoimeni film pogledajte Crvena Sonja (1985.).
Crvena Sonja, (She-Devil with a Sword - Žena-vrag s mačem) je izmišljeni lik koji su stvorili Roy Thomas i Barry Windsor-Smith za stripove o Conanu Cimmerijanacu. Prvi put se pojavila u stripu Conan the Barbarian, broju 23, koji izdaje Marvel Comics.
Od svoje prve pojave, Crvena Sonja je s vremenom postala tipičan primjer fantazijske opasne i prelijepe barbarske ratnice koja obično nosi oklop u obliku bikinija. Od sporednog lika koji se povremeno pojavljivao u stripovima o Conanu koje je izdavao Marvel Comics, Crvena Sonja je s vremenom stekla vlastiti strip, Red Sonja, koji izdaje Dynamite Entertainment. Taj je strip serijal nastavljen novim serijalom, pod nazivom Queen Sonja, koji je počeo izlaziti 2010. godine.
1985. snimljen je fantastični pustolovni film Crvena Sonja u kojem je Sonju glumila Brigitte Nielsen. Film nije dobro prošao na kino-blagajnama. 2009. Robert Rodriguez je otkupio prava za snimanje novog filma pod istim nazivom. Rose McGowan je trebala glumiti Sonju u tom filmu, ali zbog velikih fanancijskih problema, snimanje je 2010. prekinuto.